# Cosmin Frăsinescu
Cosmin Valentin Frăsinescu (sinh ngày 10 tháng 2 năm 1985) là một cầu thủ bóng đá người România thi đấu cho CSM Politehnica Iași ở vị trí hậu vệ.